# Alle meine Tiere
Alle meine Tiere ist eine neunteilige Fernsehserie aus den Jahren 1962 bis 1963, die in einer Tierarztpraxis im Schwarzwald spielt. Produziert wurde die Serie vom Südwestfunk.
Gedreht wurde um Baden-Baden. Das noch real existierende Anwesen ist heute das Restaurant Molkenkur in der Nachbarschaft des Südwestrundfunk-Geländes.

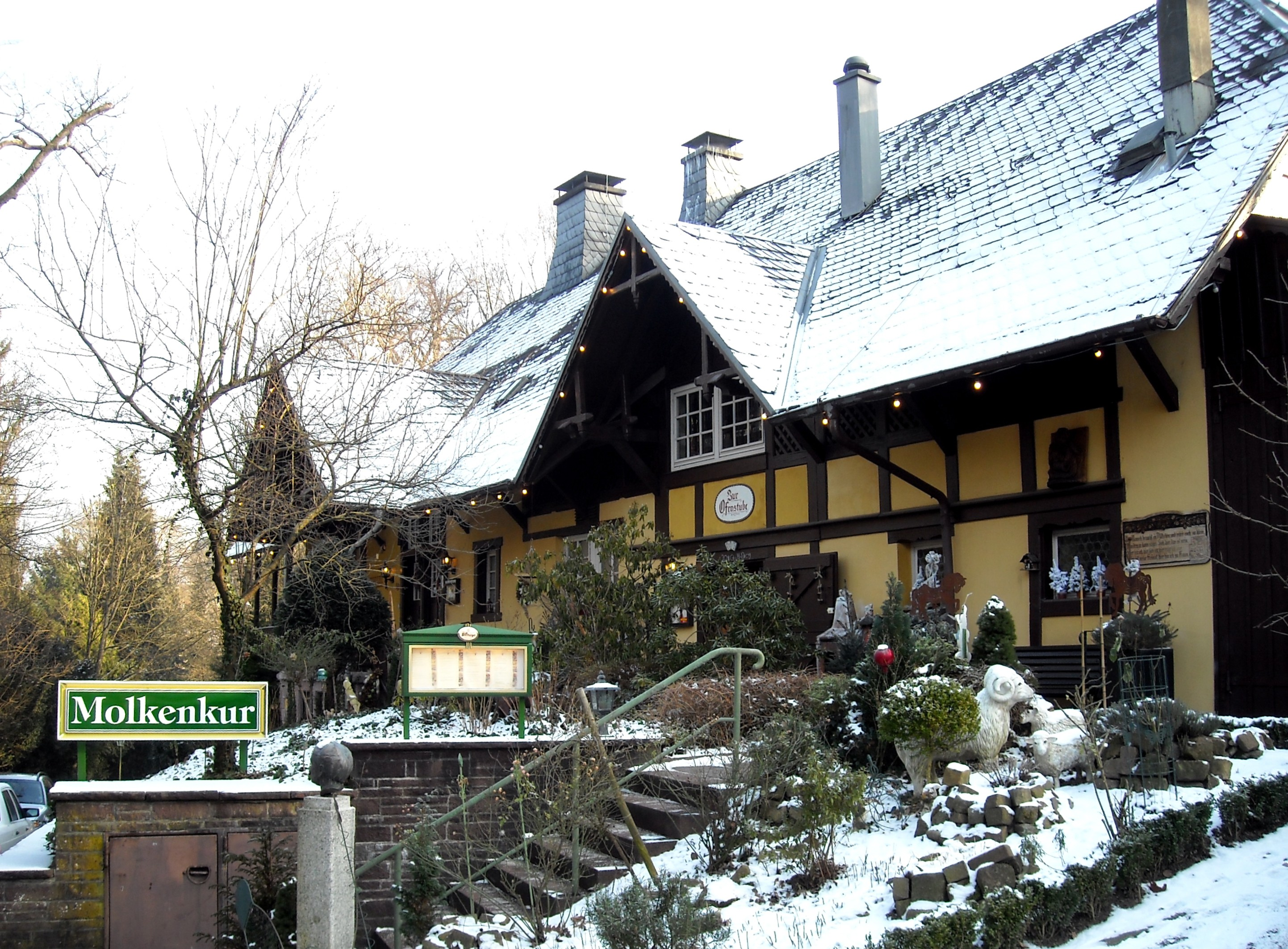
Die ehemalige Tierarztpraxis in Baden-Baden, das heutige Restaurant Molkenkur

## Allgemeines
Neben Gustav Knuth in der Hauptrolle des Tierarztes Dr. Karl Hofer spielte Tilly Lauenstein seine Ehefrau Gerda. Die beiden erwachsenen Kinder Bärbel (Sabine Sinjen), die Fremdsprachen studiert, und Ulli (Volker Lechtenbrink), der noch zur Schule geht, spielen ebenso eine Rolle in der Serie wie das Hausfaktotum Lenchen (Käte Jaenicke), die sich um den Haushalt der Hofers und die vielen Tiere kümmert und stets ein offenes Ohr für jedes Familienmitglied hat. Jede Folge beginnt mit einem Schwenk durch das gut besuchte Wartezimmer des Tierarztes und gewährt einen Blick auf seine tierischen Patienten. Auch Heinz Oskar Wuttigs weitere Serien beginnen immer mit einem bestimmten Ablauf, der kennzeichnend für die jeweilige Serie ist.
Das Drehbuch schrieb Heinz Oskar Wuttig. Es war die erste Arbeit Wuttigs für das damals noch junge Medium Fernsehen und seine erste Fernsehserie. Die Geschichten um Dr. Hofer und seine Familie wurden zu einem überwältigenden Erfolg, woraus eine langfristige Zusammenarbeit mit dem Fernsehen entstand. Wuttig variierte in den 1960er und 1970ern mehrmals das Erfolgsprinzip von Alle meine Tiere und schrieb weitere Familienserien, die im Hotelmilieu (Der Forellenhof, 1965), im Artistenmilieu (Salto Mortale, 1968) und bei der Rheinschifffahrt (MS Franziska, 1978) angesiedelt waren. Heinz Oskar Wuttig schrieb auch die Drehbücher für so bekannte Kinofilme wie Die Frühreifen (1957), Am Tag, als der Regen kam, (1959) oder Die tausend Augen des Dr. Mabuse (1960).
Regisseur Otto Meyer war unter anderem auch zuständig für die Regie zahlreicher Heimatfilme wie zum Beispiel Dort oben, wo die Alpen glühen (1956), Einmal noch die Heimat seh’n (1958) und das Kindermärchen Aufruhr im Schlaraffenland (1957) sowie für die Episode 25 Die Telefonnummer aus der Fernseh-Krimi-Reihe Das Kriminalmuseum von 1967.

## Sonstiges
Im Rahmen der Silvestersendung von Dieter Pröttel 1963 „Jolanthe läßt bitten...“ hatte Gustav Knuth seinen letzten Auftritt als Tierarzt Dr. Hofer und untersuchte in seiner Praxis einen jungen Elefanten. Danach verabschiedete er sich von seinen Zuschauern. Die Serie selbst endete mit Folge 9 mit dem Titel Das Stille Fest. Sabine Sinjen spielte in den letzten drei Folgen nicht mehr mit. Sie war in ihrer Rolle als Tochter Bärbel nur noch durch Gespräche oder Telefonate präsent.
Die Serie ist 2007 auf DVD erschienen. Die Folge 7 wird in der Beschreibung der DVD-Box mit Der Verdacht betitelt, auf der DVD selbst heißt die Folge jedoch, wie seinerzeit in der Fernsehausstrahlung, Die Kündigung.
1964 veröffentlichte Heinz Oskar Wuttig unter dem Titel Alle meine Tiere die Filmhandlung als Roman im Hestia-Verlag, später als Taschenbuch bei Heyne.

## Episodenliste
1. Der Graue
Ulli, Dr. Hofers Sohn, findet am Waldrand einen total abgemagerten, verwilderten Hund und nimmt ihn mit nach Hause. Dessen Besitzer (Wolfried Lier), der weitere Hunde unter erbärmlichen Umständen in einem Zwinger hält, erscheint daraufhin bei Dr. Hofer und fordert sein Tier zurück. Nachdem Ulli zusammen mit seiner Freundin Ruth und seiner Schwester Bärbel auch die anderen drei Hunde befreit, schafft es Dr. Hofer über den Tierschutzverein eine für alle befriedigende Lösung herbeizuführen.
2. Das Picknick
Hofers Tochter Bärbel muss mit ihrem ersten Liebeskummer fertigwerden. Dr. Hofer stößt bei einer seiner Visiten im Umland auf eine Flüchtlingsfamilie aus dem Osten und redet den Bauern ins Gewissen, der Familie Ottmüller unterstützend zur Seite zu stehen. Er selbst bringt die kleine Tochter Traudel (Hansi Jochmann) der Aussiedlerfamilie übers Wochenende mit zu sich nach Hause und alle zusammen fahren ins Grüne zum Picknick. Allerdings verläuft das nicht ganz so, wie man es sich vorgestellt hatte.
3. Der Besuch
Gerda Hofer ist ziemlich aufgeregt, da sich ein ehemaliger Studienkollege von ihr und ihrem Mann zu Besuch angesagt hat. Dr. Kai Johannsen (Richard Häussler) hatte seinerzeit ebenfalls um sie geworben. Auch Bärbel und Ulli sind gespannt auf die Jugendliebe ihrer Mutter. Ein weiterer nicht angemeldeter Gast ist ein junger Seehund, den Marion Kunert, eine Bekannte der Hofers, sich als Souvenir aus dem Urlaub an der Nordsee mitgebracht hat. Das Tier braucht Dr. Hofers Hilfe und übernachtet in der heimatlichen Badewanne.
4. Der Urlaub
Endlich, zum ersten Mal nach fünf Jahren, wollen die Hofers zusammen in Urlaub fahren. Alles ist organisiert, eine Praxisvertretung in Fräulein Glaser (Gisela Tantau) gefunden. Dann jedoch beschuldigen Kinder der Familie Stader Hofers Hund, „der Graue“, habe eines von ihnen gebissen. Herr Stader (Martin Rickelt) erscheint beunruhigt bei Dr. Hofer. Es besteht Tollwutgefahr und „der Graue“ muss in Quarantäne. Der Familienrat beschließt trotzdem zu fahren, obwohl das Schicksal ihres Hundes ungewiss ist. Sie fahren zwar los, kehren aber alsbald wieder um, da niemand in Urlaubsstimmung ist. Kaum wieder zu Hause, trifft die erlösende Nachricht ein, dass die Quarantäne für „den Grauen“ aufgehoben worden ist. Man hat den Hund, der schon länger gewildert hatte und auch die kleine Stader gebissen hat, erschossen. Nun kann der Urlaub doch noch stattfinden mit „dem Grauen“.
5. Der Unfall
Die Hofers bekommen einen Brief vom Finanzamt mit einer gesalzenen Nachforderung. Bärbel soll nach Abschluss ihres Dolmetscher-Examens in den Diplomatischen Dienst übernommen werden. Das Festessen, das daraufhin für sie geplant wird, platzt immer wieder und zu allem Übel erleidet Dr. Hofer durch eine wild gewordene Kuh auch noch einen Unfall, der ihn vorübergehend ans Bett fesselt. Der quirlige Tierarzt macht seiner Familie vom Bett aus das Leben nicht gerade leicht.
6. Die Party
Bärbel hat ihr Dolmetscher-Examen mit Bravour bestanden; aus diesem Anlass soll eine Gartenparty den krönenden Abschluss ihrer Studienzeit bilden. Wie meist bei den Hofers kommt wieder etwas dazwischen, ein Unwetter hat einen kleinen Wanderzirkus an den Rand des Ruins gebracht und natürlich sind es die Hofers, die sich für die Zirkusfamilie uneigennützig einsetzen. Dr. Hofer spricht bei der Stadt beim entsprechenden Amt vor und kann den Stadtrat Hellenschmidt (Konrad Georg) davon überzeugen, dass Hilfe nötig ist. Als es im Haushalt zu einem Stromausfall kommt, begleitet Lenchen den Elektriker Walther (Wolfgang Völz) in den Keller. Er flirtet heftig mit ihr. Herr Waldvogel (Karl-Georg Saebisch) und seine Tochter Lissy (Ulli Philipp) vom gleichnamigen Zirkus sind gerührt, „dass es solche Menschen noch gibt“ und revanchieren sich auf der dann doch noch stattfindenden Party mit Auftritten.
7. Die Kündigung (Der Verdacht)
Dr. Hofer bekommt einen Anruf vom Gestüt Dobbernheim, dass wertvolle Pferde Vergiftungserscheinungen aufweisen. Der Gestütsleiter (Dieter Eppler) äußert einen Verdacht gegen einen neuen Pferdepfleger (Kurt Weitkamp). Gerda Hofer hat ihre Tochter Bärbel zur Bahn gebracht. Sie tritt ihre erste Stelle im Auswärtigen Amt in Bonn an. Als Gerda Hofer nach Hause kommt, druckst Lenchen, das Hausfaktotum, herum und platzt schließlich damit heraus, dass sie kündigen wolle, um den Elektriker Walther (Wolfgang Völz) zu heiraten. Ein Zufall bringt Ulli auf die richtige Spur, was es mit den Vergiftungen der Pferde auf sich hat und dann löst er auch noch das Problem mit Lenchens Kündigung. Walther, der Lenchen immer wieder um Geld anging, ist bereits verheiratet.
8. Der Blaue Brief
Bei Hofers kommt ein „Blauer Brief“ aus Ullis Gymnasium an. Gerda Hofer führt ein Gespräch mit ihrem Sohn und macht ihm klar, dass er seinen bisherigen Lebenswandel umstellen müsse und Lernen angesagt sei. Ulli ist in die reiche Sybille Katz (Naomi) verliebt und verbringt viel Zeit mit ihr, die ihm auf der anderen Seite fehlt. Frau Hofer gewinnt Sybille als Verbündete. Dr. Hofer hat so seine eigene Meinung, wie Ulli zu behandeln sei und hat deswegen einen ziemlichen Ehekrach. Gerda Hofer konfrontiert ihren Mann mit einem Brief, den sie vor etwa 25 Jahren von seinem Vater bekommen hat. Sybille macht Schluss und Karl Hofer findet die richtigen Worte, dass Ulli sich besinnt.
9. Das Stille Fest
Die Hofers sprechen darüber, dass sie dieses Jahr das Weihnachtsfest allein und ganz in Ruhe verbringen werden. Bärbel ist in Stockholm und kann nicht kommen, Ulli hat von seinen Eltern aus Anlass seines bestandenen Abiturs einen Skiurlaub als Geschenk erhalten und Lenchen hat vor, den Heiligen Abend mit ihrem neuen „Zukünftigen“ zu verbringen. Doch es kommt mal wieder alles anders. Ulli verstaucht sich den Fuß, Dr. Hofer wird auch die Weihnachtstage über auf dem Gestüt Dobbernheim gebraucht, die Weihnachtsgeschenke der Hofers werden im Pelzgeschäft, wo eingebrochen wurde, gestohlen und dann fällt auch noch die Heizung aus. Und Lenchen ... die hatte mal wieder Pech und steht heulend in der Tür und dann fängt auch noch der Weihnachtsbaum Feuer. Stille Nacht, heilige Nacht ...